# Passalus coarctatus
Passalus coarctatus  (лат.) — вид сахарных жуков рода Passalus из семейства пассалиды (Passalidae). Карибские острова (Тринидад и Тобаго), Бразилия.
Среднего и крупного размера жуки, которые имеют длину около 3 см (от 34,9 до 38,3 мм), буровато-чёрные, блестящие.
Тело вытянутое, уплощённое. Надкрылья в глубоких продольных желобках.